# Hildemar Maia
Hildemar Pimentel Maia (Belém, 1º de agosto de 1915 – Itaubal, 21 de janeiro de 1958) foi um advogado, promotor de justiça e político brasileiro, outrora deputado federal pelo Amapá.

## Dados biográficos
Filho de José da Silva Maia e Rita Pimentel Cereiro Maia. Advogado, foi promotor de justiça em Macapá e também representou o Território Federal do Amapá na Superintendência do Plano de Valorização Econômica da Amazônia (SPVEA), além de secretário-geral da respectiva unidade federativa. Nos momentos finais do Estado Novo, tornou-se membro do PSD e nesta legenda foi eleito suplente de deputado federal na chapa de Coaracy Nunes em 1947, 1950 e 1954, exercendo o mandato sob convocação.
Faleceu vítima de um acidente aéreo em Itaubal nas proximidades do Rio Macacoari quando o Beechcraft Bonanza onde estava atingiu uma árvore durante a decolagem chocou-se contra o solo, matando também o deputado Coaracy Nunes e o piloto Hamilton Silva.